# 1707
- Wikisource

| Calendário gregoriano                                                        | 1707 MDCCVII                        |
| Ab urbe condita                                                              | 2460                                |
| Calendário arménio                                                           | 1156 – 1157                         |
| Calendário bahá'í                                                            | -137 – -136                         |
| Calendário budista                                                           | 2251                                |
| Calendário chinês                                                            | 4403 – 4404 Início a 3 de fevereiro |
| Calendário copta                                                             | 1423 – 1424                         |
| Calendário etíope                                                            | 1699 – 1700                         |
| Calendários hindus - Vikram Samvat - Calendário nacional indiano - Cáli Iuga | 1762 – 1763 1628 – 1629 4807 – 4808 |
| Calendário Holoceno                                                          | 11707                               |
| Calendário islâmico                                                          | 1119 – 1120                         |
| Calendário judaico                                                           | 5467 – 5468                         |
| Calendário persa                                                             | 1085 – 1086                         |
| Calendário rúnico                                                            | 1957                                |
| Calendário solar tailandês                                                   | 2250                                |

1707 (MDCCVII, na numeração romana)  foi um ano comum do século XVIII do actual calendário gregoriano, da Era de Cristo, e a sua letra dominical foi B (52 semanas), teve início a um sábado e terminou também a um sábado.
| Ano completo                   |
| ------------------------------ |
| Ano comum com início ao sábado |

## Eventos
- Início da Guerra dos Emboabas, em Minas Gerais, Brasil.
- Fim do reinado de Umdze Peljor, Desi Druk do reino do Butão.
- Início do reinado de Druk Rabgye, Desi Druk do Reino do Butão.
- Fundação do Estado de Bhopal pelo militar pachtun do exército mogol Doste Maomé Cã, que se proclamou nababo.

### Janeiro
- 1 de janeiro — O então Príncipe do Brasil, João Francisco António José Bento Bernardo de Bragança, é coroado rei de Portugal e Algarves em Lisboa. Adota o nome real de João V.

### Março
- 26 de março — Ratificação do Tratado de União, que aboliu a independência do Reino da Inglaterra e do Reino da Escócia em favor de um novo Estado, o Reino Unido da Grã-Bretanha.

## Nascimentos
- 15 de abril — Leonhard Euler, físico e matemático suíço (m. 1783).
- 23 de maio — Carolus Linnaeus, botânico sueco (m. 1778).
- 25 de fevereiro — Carlo Goldoni, escritor italiano (m. 1793).
- 18 de dezembro — Charles Wesley, fundador do metodismo juntamente com seu irmão, John Wesley.

## Mortes
- 3 de março — Aurangzeb, imperador mogol  (n. 1618).
- 9 de maio — Dieterich Buxtehude, compositor e organista teuto-dinamarquês (n. 1637).

## Por tema
- 1707 na literatura